# Spice (singel Perfume)
Spice (スパイス, Spysu) – dziewiętnasty singiel japońskiego girlsbandu Perfume, wydany 2 listopada 2011 jako główny utwór promujący nowy album grupy, JPN.

## Informacje o singlu
Strona B singla, GLITTER, miała premierę w reklamie firmy Kirin. W dniu 5 września 2011 r. grupa poinformowała na swojej stronie internetowej o nowym singlu i albumie, które trafią do sprzedaży w listopadzie. Nowy singiel ukaże się 2 listopada i będzie zawierać dwa utwory, w tym Glitter, użyty jako "Kirin Chu-Hai Hyouketsu CM Song". Grupa ogłosiła także, że ich trzeci album studyjny ukaże się 30 listopada. Nazwy obu wydawnictw oficjalnie ogłoszono 26 września. Piosenkę wybrano również jako motyw przewodni nowego serialu TBS, Sengyoshufu Tantei z udziałem Fukady Kyoko. Yasutaka Nakata był bardzo zainspirowany obrazem serialu, gdy pisał Spice. Był to pierwszy raz, gdy produkował theme song.

## Teledysk
Klip do utworu Spice miał swoją premierę na oficjalnym kanale YouTube wytwórni TOKUMA JAPAN 27 października 2011.

## Lista utworów
1. Spice (スパイス) - 3:54
2. GLITTER - 5:10
3. Spice (スパイス) - Original Instrumental --3:54
4. GLITTER - Original Instrumental - 5:06